# Симон Форти
Симон Форти (на английски: Simone Forty) (родена през 1935 г.), е италиано-американска постмодерна художничка, танцьор, хореограф, и писател.
От 1950 г., Форти преподава семинари по целия свят, включително има представления в Лувъра в Париж, Музея на модерното изкуство в Ню Йорк, и Музей „Гети“ с основател Жан Пол Гети в Лос Анджелис. Форти е работила заедно с художници и композитори като Нам Джун Пайк, Стив Пакстън, Ла Монте Янг, Триша Браун, Шарлемание Палестайн, Питър Ван Райпер, Йоши Уада, и Робърт Морис, както и много други.

## Биография
Форти е родена във Флоренция, Италия, на 25 март 1935 г. През зимата на 1938 г., семейството Форти, напускат Италия бягайки от антисемитско преследване. След като напускат Италия, семейството пресича северната граница в Швейцария, а след това прекара 6 месеца в Берн. След това семейството Форти се премества в САЩ в началото на 1939 г. в Лос Анджелис. Форти завършава колеж Рид в Портланд, Орегон 1953 – 1955.
През 1955 г., Форти и партньорът ѝ, художникът Робърт Морис се женят в Сан Франциско като Форти започва да работи под името Симон Морис.

### Ню Йорки „Танци Конструкции“ „Денс Кънстръкшънс“(наанглийски:Dance Constructions)
През 1959 г., Форти се мести в Ню Йорк с Морис. Докато работи и като учител в детска градина през деня, Форти се среща и започва да работи с танцьори, като Триша Браун, Ивон Рейнер, и Стив Пакстън.
Първо развитие на нейната серия „Денс Кънстртъкшънс“ Симон е представила публично на Галерия Рувим в Ню Йорк през декември 1960 г. През декември 2015 г., Музея на модерното изкуство в Ню Йорк закупили „Танци Конструкции“ като част от постоянния им колекция.

### Хапенингс (наанглийски:Happanings)
През 1962 г., Форти и Робърт Морис се разделят. Симон започва да живее и работи с художникът Робърт Уитман, и двамата по-късно се женят. По време на техния шест годишен брак 1962 – 1968, Форти е била част от групата на Уитман и тя работи с него на много от неговите „Хепанингс“.

### Рим
След развода си от Уитман, Форти придружава майка си и баща на едно пътуване до Италия през 1968 г., които решават да останат и да живеят в Рим. Форти започва да работи с галерист Фабио Сарджетини, чиято галерия, Латико(на италиански: L'Attico), е сборен пункт na художници по това време. Сарджентини и Форти организират танцов и музикален фестивал през 1969 г., Летящ Танц Музика Динамит(на италиански: Danza Volo Musica Dinamite), в която Форти участва със Стив Пакстън, Ивон Рейнер, Триша Браун, Дейвид Брадшоу, и Дебора Hay.

### ФестивалУдсток
Форти се връща в Ню Йорк през август 1969 до присъства на фестивала Удсток.

### „Цветни илюстрации“(наанглийски:Illuminations) работа сШарлемание Палестайн
След една година в Ню Йорк, Симон се връща в Южна Калифорния през 1970 г., когато тя започва да живее с група художници, свързани с Калифорнийския институт по изкуствата. Съквартирантите ѝ в този момент са художници Нам Джун Пайк, Алисън Ноулс, и музикантът Питър Ван Райпер, които в крайна сметка става съпруг на Форти.

### Наръчник в движение
През 1972 г., на пресслужбата на колеж Нова Скотия по изкуство и дизайн в Халифакс, Симон е поканена да напише книга, като част от тяхната колекция, Сериите Нова Скотия. Други художници, които са публикувани книги в тази серия са Стив Рейч, Клаес Олденбург, и Ивон Райнер. Форти живее в Халифакс в продължение на 2 години, от 1972 – 1974 г., докато пише и редактира първата си книга „Наръчник в движение“. Та е преведена на френски и е публикувана във 2-ро и 3-то издание на английски език

### „Голяма стая“ с Питер Ван Райпер
След завършване „Наръчник в движение“, Форти се връща в Ню Йорк през пролетта на 1974 г. Там тя започва връзка с художника / музикант Питър Ван Райпер и се женят в края на 1974 г., като живеят заедно в Сохо.
Форти и Ван Райпер започват да си сътрудничат в танците и музиката, озаглавена „Голяма Стая“ през 1975 г. Голяма Стая се изпълнява от Райпер възпроизвеждане на музика (обикновено на саксофон) и Форти едновременно извършване на движения на базата на нейните наблюдения на животни.
Форти и Ван Рипер изпълняват „Голяма стая“ от 1975 – 1980, на места, включително Калифорнийски университет, Бъркли, Линкълн център, Църквата Сан Марко, Център за съвременно изкуство, Институт за съвременно изкуство в Лос Анджелис, както и много други.

### Холография
През 1976 г., Ван Райпер запознава Симон с физика и художник Лойд Крос, който развива пионерска работа в холографията в Сан Франциско по това време. Форти и Крос правят няколко интегрални холограми (наричани също мултиплекс холограма), вид на холограма, която включва операторско майсторство, за да се произведе триизмерно изображение, което се движи.
Вградените холограми на Форти и Крос, са изложени за първи път през 1978 г. в галерия Сонабенд в Ню Йорк, в изложба, озаглавена „Симон Форти:. Движение в Холограми“Тези интегрални холограми продължават да бъдат изложени в целия свят.

### Логомоушън и Нюс Анимейшън – Новини Анимации
Училището за визуални изкуства, Ню Йорк, наема Форти като инструктор на изпълнителско изкуство през 1983 г. Тя продължава да преподава там в продължение на четири години, до 1987 година. По време на този период, Симон е разработила нов тип изпълнение наричано „Логомоушън“, импровизиран танц включващ както движение така и говорене.
Освен Логомоушън Симон развива и „Нюс Анимейшън“, което също е спектакъл, който включва както движение така и говорене. С „Нови анимации“, Форти се фокусира върху съвременните проблеми, присъстващи в новинарските медии, включително политиката, изменението на климата, както и социалните въпроси.
Форти е извършвала „Нюс Анимейшън“ в многобройните заведения в целия свят от 1986 г. насам, включително и 2012 в Музея Хамър в Лос Анджелис, Калифорния

## Книги от Симон Форти
- О Език (2 изд.)2010 г.
- С Ден, Еремия. Симон Форти / Еремия ден 2009 г.
- С Джонсън, Терънс Лука, Сара Свенсон, и Дъглас Уодъл. Разкопча ръкавите. 2006 г.
- О, Език (1-во изд.).2003 г.
- Наръчник в движение: по сметка на един непрекъснат Персонален дискурс и неговите прояви в танца (3-то изд.). 1997 г.
- Наръчник в движение: по сметка на един непрекъснат Персонален дискурс и неговите прояви в танца (2-ро изд.) 1980 г.
- Ангел. 1978 г.
- Наръчник в движение: по сметка на един непрекъснат Персонален дискурс и неговите прояви в танца (1-во изд.) 1974 г.

## Награди и постижения
- 1976 – Ню Йорк-членка на Съвета на изкуствата
- 1976 – САЩ Националния фонд за изкуства (NEA) безвъзмездна помощ за Хореографията

1980 – САЩ Националната фондация за изкуства (NEA)
- Награда театър Board Австралия Съвета – 1985
- 1988 – Ню Йорк-Членка на Съвета за изкуства (NYSCA) безвъзмездна помощ за Хореография
- 1995 – Ню Йорк Награда производителност (известен също като наградата „Беси“)
- 2003 – Награда за цялостен принос.
- 2005 – Джон Саймън Фондация Дружество: Креативни изкуства – Хореография
- 2008 – Хореографи в Менторство Лос Анджелис
- 2011 – Йоко Оно награда за изкуства
- 2015 г. – Награда

## Избрани произведения

### 1960
- „Вижте Трион“
- „Ролки“ (алтернативно титулувано като Ролкови кутии)
- „Демон“

### 1961
- „Наклонена дъска“
- „Тайни преговори“
- „Закачалки“
- „Платформи“
- „Цензура“

### 1967
- „Платнища“
- „Две На Веднъж“
- „Дъно“

### 1968
- „Книга“
- „Спете Проходилки“ (алтернативно озаглавен като Сомнамбулите или зоопарк Мантрите)
- „Ларго Аржентина“ (видео)
- „Мечки гризли“ (видео)

### 1970
- „Боричкане“

### 1971
- „Бръмчене“
- „Цветни илюстрации“
- „Фолклорен танц“
- „Хиппи евангелски песни“

### 1972
- „Лазейки“

### 1974
- „Танцови изследвания на птици“
- „Численост“

### 1975
- „Голяма Стая“
- „Черчено зелено“
- „Нула“

### 1976
- „Планета“
- „Ангел“ (неразделна холограма)
- „Някои изображения“ (мултимедийна инсталация)
- „Пълно с истории“
- „Зелено Зелено“
- „Танцов фестивал“ в Токио (видео)
- „Това“ (видео)

### 1977
- „Два инча“
- „Статуи“ (видео)
- „Звук и движение“ (извършена с Питер Ван Райпер)
- „Изпълнение Номер девет“ (извършена с Питер Ван Райпер)
- „Движенията“ (неразделна холограма)
- „За теб“
- „Крачейки“ /Лазейки (неразделна холограма)
- „Фигура 8“ (неразделна холограма)
- „Tанцьор“ (неразделна холограма)
- „Хармоници“ (неразделна холограма)
- „Тайни преговори“ (неразделна холограма)
- „Скок на буболечката“ (неразделна холограма)

### 1978
- „Банково дело“ (алтернативно озаглавена Велосипеди)
- „Градина“
- „Щипки I / II“
- „Фонтан“
- „Феникс“
- „Събуждане на гората“

### 1979
- „Процедура“
- „Ден нощ“
- „Шест“
- „Клонка“

### 1981
- „Песни на Чавките“ (извършена с Питер Ван Райпер и Стив Пакстън)

### 1982
- „Проучвания за врати“
- „Асиметрия 222“ (извършва със Стив Пакстън)

### 1983
- „Пролет“

### 1984
- „180 градуса“
- „Лице“
- „Нощна разходка“

### 1986
- „Полите“
- „Новини Анимация“

### 1988
- „Зелена планина“ (Симон Форти и трупа)

### 1989
- „Докосване“

### 1990
- „Анимация“

### 1991
- „Следва продължение“
- „Натюрморт“

### 1998
- „Малък Танц за Голяма музика“ (извършена с Карл Велики Палестина)

### 2000
- „Свързването“
- „Костенурките“
- „Импровизация на дърво“ (видео)

### 2002
- „Импровизация на открито“
- „О, Език“
- „Война и Вариации“ (извършена с Терънс Лука Джонсън и Дейл Еунсън)

### 2003 г.
- „Структурирани Импровизация“

### 2005 г.
- „Дълбоки сондажи“
- „Разкопча ръкави“

### 2006 г.
- „101“

### 2007
- „Костенурките по целия път надолу“

### 2013
- „Зума новини“ (видео)
- „Глупости“ (извършена с Терънс Лука Джонсън)

### 2014
- „Айсберги“ (извършена с Таши Уада и Рае Шао-Лан)

2015
- „Флаг във водата“ (видео)
- „Цветя и корабите“ (извършена с Огюри и Роксан Стейнберг)

## Преподавание
- Марин Денс Кооп 1959 – 1960 Ана Халприн, Марин Каунти, Калифорния
- 1964 – 1965 Temple Emanu-El School, Ню Йорк.
- 1970 – 1972 Калифорнийския институт за изкуства, Валенсия, Калифорния
- 1972 – 1974 Нова Скотия колеж по изкуство и дизайн, Халифакс.
- 1974 Маунт Сейнт университет, Халифакс
- 1980 – 2014 Движение Research, Ню Йорк.
- 1983 – 1987 Училище по визуални изкуства, Ню Йорк.
- 1987 – 1994 Театрално училище и Център за развитие на Нови танци.
- 1987 – 1989 Американски танцов фестивал, Дърам, Северна Каролина.
- 1997 – 2014 Университета на Калифорния в Лос Анджелис, катедра Световни изкуства и култури, Лос Анджелис, Калифорния

## Избрани статии от Симон Форти
- „Художници на Ел Ей“ 2011 г.
- „Светлината на Танцуването“ 2009 г.
- „Специален фокус“: Вдъхновение Изтичане, стр 17.
- „Движението на Вниманието: интервю с Даниел Лепкоф“. 2005 г., стр. 8 – 9.
- „Години по-късно“ 2004 г., стр. 18.
- „Анимирано танцуване: на практика в танцова импровизация“ 2001 г., стр 32 – 39.
- „Интервю с Нина Мартин“ 1998/1999 г., стр. 26.
- „Усещането на древна форма“ 1998 г., стр 3.
- „Размисли върху дни по-рано“ 1997 г.
- „История за родословного дърво“ 1994, стр. 2.
- „Мисли за да се продължи: скица на процес / разказ танц“.1994 г., с 13 – 21.
- „Далеч от фронта“ 1992 г., стр 3.
- „Чай за двама: разговор между Симон Форти и Ивон Райнер“ 1990 г., стр 27 – 31.
- „Преди няколко месеца“ 1990 г., стр 3.
- „Набор от бележки, написани няколко дни преди и след Нова година 1985“. 1987, стр 12 – 15.
- „Банкови Инструкции за един танц“ 1986 г., стр 11 – 13.
- „Основна база“ 1980 г., стр 6 – 10.
- „Велосипеди“ 1978 г.
- „Танцуващи в оградата“декември 1974 г., стр. 20 – 23.
- „Театър и инженерен-експеримент“ февруари 1967 г.